# Mæhrisk-schlesiske Beskider
De Märisk-schlesiske beskider (tjekkisk: Moravskoslezské Beskydy, slovakisk: Moravsko-sliezske Beskydy) er en bjergkæde i Tjekkiet med en lille del, der når ind i Slovakiet. Den ligger på den historiske delelinje mellem Mähren og Schlesien, deraf navnet. Den er en del af de vestlige beskider i de ydre vestlige Karpater.

## Geografi
Bjergene blev skabt under Alpine Orogeny i den geologiske æra Kænozoikum. Geologisk består de hovedsageligt af flyschaflejringer. I nord stiger de stejlt med næsten 1.000 over et ret fladt landskab; i syd smelter de langsomt sammen med Javorníky. I sydvest er de adskilt fra Vsetínské vrchy af Rožnovská Bečva-dalen; i nordøst adskiller Jablunkov-passet dem fra de schlesiske beskider.
Det højeste punkt er bjerget Lysá hora der er 1.323 moh. som er et af de mest regnfulde steder i Tjekkiet med omkring 1.500 mm nedbør om året. Mange legender er bundet til det 1.129 meter høje Radhošť-bjerget, som er et af de mest besøgte steder i bjergene sammen med det nærliggende Pustevny-resort.
Smrk, med en højde på 1.276 moh. er den næsthøjeste top i området. Dens nordlige skråning stiger stejlt fra det omkringliggende lavland og er adskilt fra resten af bjergene af de dybe floddale Ostravice (i øst) og Čeladenka (i vest); i syd smelter de sammen i område nedre Zadní hory (dvs Bagerste bjerge).
De moravisk-schlesiske beskider skaber den største del af Beskiderne beskyttet landskabsområde. Bjergene er 80% skovklædte, dog hovedsageligt af plantager af gran, som i nogle dele blev alvorligt beskadiget af emissioner fra Ostrava industriregion. Oprindeligt var bjergene dækket af blandet skov med dominerende bøg som er bevaret mange steder. For nylig er permanent forekomst af alle tre store centraleuropæiske kødædere – los, bjørn og ulv – blevet bekræftet i området.
Der er mange populære feriesteder til både vinter- og sommeraktiviteter, med centre i byerne under bjergene (Frýdlant nad Ostravicí, Frenštát pod Radhoštěm, Rožnov pod Radhoštěm) og også i mindre feriesteder, landsbyer og hytter i hele bjergområdet. Dele af to euroregioner, Beskydy/Beskidy og Těšínské Slezsko/Śląsk Cieszyński, når ind i de mährisk-schlesiske beskider.